# Radiación corpuscular

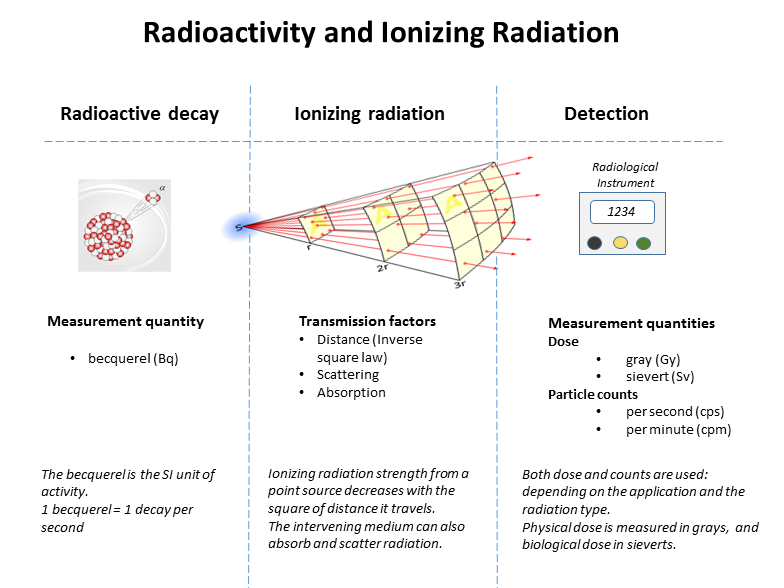
La imagen esquematiza la emisión, propagación y detección de radiación. Es importante la consideración sobre el medio por el que viajan las partículas.

La radiación de partículas es la radiación de energía por medio de partículas subatómicas moviéndose a gran velocidad. A la radiación de partículas se la denomina haz de partículas si las partículas se mueven en la misma dirección, similar a un haz de luz. 
Debido a la dualidad onda-partícula, todas las partículas que se mueven también tienen carácter ondulatorio. Las partículas de mayor energía muestran con más facilidad características del sistema dinámico de partículas, mientras que las partículas de menor energía muestran con más facilidad características de onda. Denominado también onda-corpúsculo de fenómeno cuántico, por el cual muchas partículas pueden exhibir comportamientos típicos de ondas en unos experimentos mientras aparecen como partículas compactas y localizadas en otros, existiendo claras diferencias entre onda y partícula.

## Tipos y producción de radiación de partículas
Las partículas pueden estar eléctricamente cargadas o descargadas: 
La radiación de partículas puede ser emitida por un núcleo atómico inestable (decaimiento radiactivo) en la forma de una partícula alfa con carga positiva (α), una partícula beta (β) con carga positiva o negativa cargado (lo último es lo más común), un fotón (llamados partículas gamma, γ), o un neutrón. Los neutrinos se producen en la desintegración beta, además de las partículas beta. Interactúan con la materia sólo muy débilmente. Fotones, neutrones y neutrinos son partículas sin carga. Los acontecimientos de desintegración de la emisión de protones y la decadencia de racimo también emiten (grupos de) nucleones, como las partículas cargadas, pero son relativamente raros. 
Otras formas de radiación de partículas, incluyendo los mesones y los muones, se producen naturalmente cuando los rayos cósmicos impactan la atmósfera. Los mesones se encuentran a gran altura, pero los muones se pueden medir incluso en el nivel del mar. 
Las partículas cargadas (electrones, mesones, protones, partículas alfa, iones atómicos pesados, etc) puede ser producidas por los aceleradores de partículas. La irradiación de iones se usa ampliamente en la industria de semiconductores para introducir dopantes en materiales, un método conocido como la implantación de iones. 
Los aceleradores de partículas también pueden producir haces de neutrinos. Los haces de neutrones son en su mayoría producidos por los reactores nucleares. Para la producción de la radiación electromagnética, hay muchos métodos, dependiendo de la longitud de onda (véase el espectro electromagnético).

## Paso a través de la materia
Desde el punto de vista de la protección contra la radiación, esta a menudo se separa en dos categorías, ionizantes y no ionizantes, para indicar el nivel de peligro que representa para los seres humanos. La ionización es el proceso de eliminar los electrones de los átomos, dejando dos partículas cargadas eléctricamente (un electrón y un ion cargado positivamente). Este proceso se conoce habitualmente en términos biológicos como generación de radicales libres. Los electrones cargados negativamente y los iones con carga positiva creados por la radiación ionizante pueden causar daños en los tejidos vivos. Básicamente, una partícula es ionizante si su energía es mayor que la energía de ionización de una sustancia típica, es decir, unos pocos eV, e interactúa con los electrones de manera significativa. 
Según la Comisión Internacional de Protección contra Radiaciones No Ionizantes (véase: http://www.icnirp.de/), las radiaciones electromagnéticas desde el ultravioleta al infrarrojo, la radiación de radiofrecuencia (incluyendo las microondas), los campos eléctricos y magnéticos estáticos y variables en el tiempo y el ultrasonido pertenecen a la radiaciones no ionizantes. 
Las partículas cargadas antes mencionadas pertenecen a las radiaciones ionizantes. Al pasar a través de la materia, se ionizan y pierden así la energía en muchos pequeños pasos. La distancia hasta el punto en que la partícula cargada ha perdido toda su energía se llama el rango de la partícula. El rango depende del tipo de partícula, su energía inicial, y el material que atraviesa. Del mismo modo, la pérdida de energía por unidad de longitud del camino, el «poder de parada», depende del tipo y de la energía de las partículas cargadas y del material. El poder de parada y por lo tanto, la densidad de ionización, por lo general aumentan hacia el final del rango y alcanzan un máximo, el pico de Bragg, poco antes de que la energía caiga a cero.